# Síndrome de hipoplasia cubital-pie hendido
El síndrome de hipoplasia cúbital-pie de langosta es una condición genética muy rara que se caracteriza por hipoplasia cubital severa, ausencia de los segundos, terceros, cuartos, y quintos dedos del pie, y deformidad de pie de langosta. Los síntomas adicionales (es decir, no se presentan en todas las personas con el síndrome) son la sindactilia y los dedos cortos Solo 4 casos han sido descritos en la literatura médica (4 hombres en una familia de dos generaciones proveniente de Bélgica). Se piensa que es transmitida en un modo autosómico dominante o recesivo ligado al cromosoma X.